# Sokołów Podlaski (gmina)
Sokołów Podlaski est une gmina rurale du powiat de Sokołów appartenant à la voïvodie de Mazovie, dans le centre-est de la Pologne.
Son siège administratif (chef-lieu) est la ville de Sokołów Podlaski, bien qu'elle ne fasse pas partie du territoire de la gmina.
La gmina couvre une superficie de 137,18 km2 pour une population de 6 157 habitants en 2006.

## Géographie
La gmina inclut les villages et localités de :

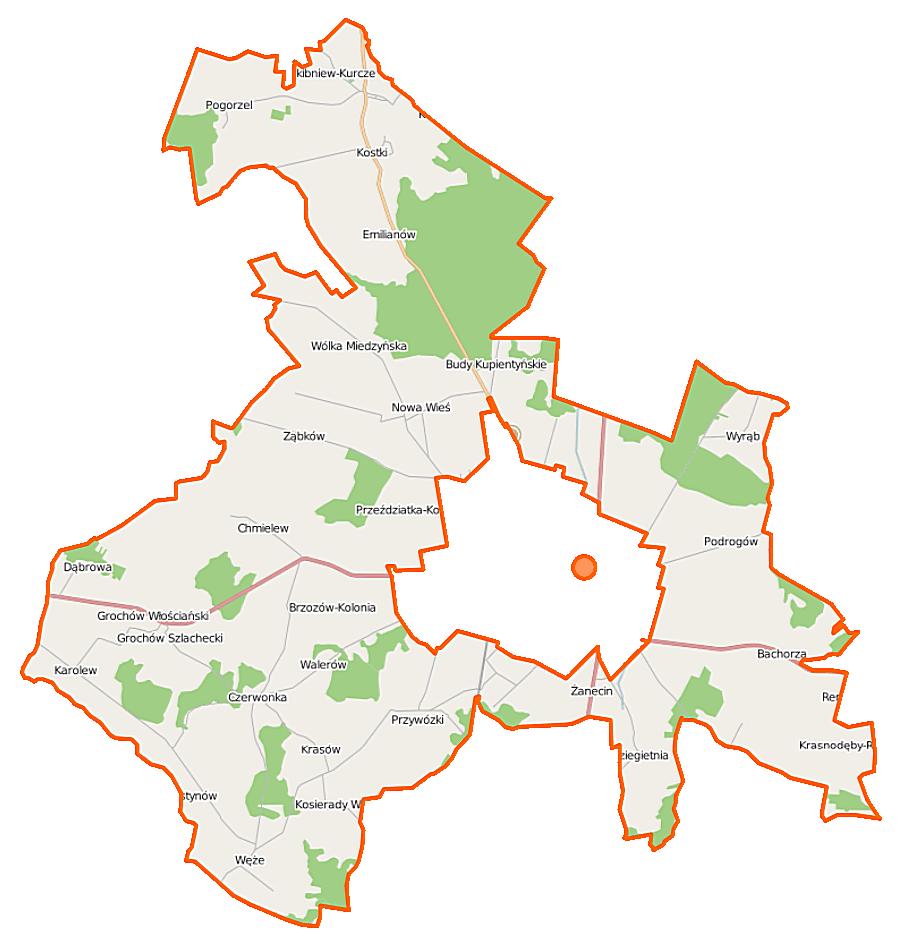
Plan de la gmina

- Bachorza
- Bartosz
- Brzozów
- Brzozów-Kolonia
- Budy Kupientyńskie
- Chmielew
- Czerwonka
- Dąbrowa
- Dolne Pole
- Dziegietnia
- Emilianów
- Grochów
- Justynów
- Karlusin
- Karolew
- Kosierady Wielkie
- Kostki
- Krasnodęby-Kasmy
- Krasnodęby-Rafały
- Krasnodęby-Sypytki
- Krasów
- Łubianki
- Nowa Wieś
- Podkupientyn
- Podrogów
- Pogorzel
- Przeździatka-Kolonia
- Przywózki
- Skibniew-Kurcze
- Skibniew-Podawce
- Walerów
- Węże
- Wólka Miedzyńska
- Wyrąb
- Ząbków
- Żanecin

### Gminy voisines
La gmina de Sokołów Podlaski est voisine des villes suivantes :
- Sokołów Podlaski
- Węgrów

et les gminy de:
- Bielany
- Jabłonna Lacka
- Kosów Lacki
- Liw
- Miedzna
- Repki
- Sabnie
- Siedlce
- Sterdyń

## Structure du terrain
D'après les données de 2002, la superficie de la commune de Sokołów Podlaski est de 137,18 km2, répartis comme telle :
- terres agricoles : 74%
- forêts : 19%

La commune représente 12,12% de la superficie du powiat.

## Démographie
Données du 30 juin 2004 :
| Description        | Total  | Total | Femmes | Femmes | Hommes | Hommes |
| ------------------ | ------ | ----- | ------ | ------ | ------ | ------ |
| Unité              | Nombre | %     | Nombre | %      | Nombre | %      |
| Population         | 6 476  | 100   | 3 165  | 48,9   | 3 302  | 51,1   |
| Densité (hab./km²) | 47,2   | 47,2  | 23,1   | 23,1   | 24,1   | 24,1   |